# Павда (река)
Павда́ — река в России, протекает по Свердловской области. Устье реки находится в 216 км по левому берегу реки Ляля, в посёлке Павда. Длина реки составляет 36 км.

## Притоки
- 1,8 км: Березовка (лв)
- Кучумка (лв)
- 10 км: Черная (пр)
- Белая (лв)
- Красная (лв)
- Малая Глинка (пр)
- Глинка (пр)
- Вьюшкова (пр)

## Данные водного реестра
По данным государственного водного реестра России относится к Иртышскому бассейновому округу, водохозяйственный участок реки — Тавда от истока и до устья, без реки Сосьва от истока до водомерного поста у деревни Морозково, речной подбассейн реки — Тобол. Речной бассейн реки — Иртыш.
Код объекта в государственном водном реестре — 14010502512111200010737.